# D-Von Dudley
Devon Hughes (født 1. august 1972) er en amerikansk pensioneret professionel wrestler. Han er i øjeblikket på kontrakt med WWE, hvor han arbejder backstage som producent. Hughes kæmpede for Extreme Championship Wrestling (ECW) fra 1995 til 1999 og for WWF/E fra 1999 til 2005 og fra 2015 til 2016 som D-Von Dudley og Reverend D-Von. Han wrestlede i Total Nonstop Action Wrestling (TNA) fra 2005 til 2014 som Brother Devon og Devon.
The Dudley Boyz er karakteriseret ved deres uortodokse ring beklædning, hårdtslående stil og brug af borde i deres kampe, og er en af de mest succesrige tag team duo i professionel wrestlings historie. Anerkendt af TNA som 23-verdensmestre i tag team divisionen, og det første tag team hold optaget i TNA Hall of Fame. udover hans to TNA fjernsyns mesterskaber har Hughes vundet 25 store mesterskaber mellem ECW, WWE, TNA og New Japan Pro-Wrestling (NJPW). Begge Dudleys blev optaget i WWE Hall of Fame i 2018.  

## Professionel wrestling karriere

### Træning og uafhængigt kredsløb (1991–1996)
Hughes blev trænet af Johnny Rodz og begyndte at bryde i 1992 som konkurrent i uafhængige wrestling firmaer i Nordøstamerika

### Extreme Championship Wrestling (1996–1999)
I marts 1996 debuterede Hughes i Extreme Championship Wrestling, i et "houseshow" som "A-Train". Den 13. april 1996, ved Massacre på Queens Boulevard, kom Hughes tilbage som "D-Von Dudley" (nogle gange stavet "Devon"). Hans karakter var baseret på Jules Winnfield (fr), den bibelske citerede lejemorder skildret af Samuel L. Jackson i filmen Pulp Fiction fra 1994. Dudley var rival med de andre medlemmer af The Dudley Brothers (hans kayfabe halvbrødre) og hævdede, at deres komiske narrestreger ikke var den måde, sande Dudleys skulle handle på. Han stod over for Buh Buh Ray Dudley ved flere lejligheder og besejrede ham ved Ultimate Jeopardy, men tabte til ham i november to remember. Dudley eliminerede Chubby Dudley og Dances with Dudley, før han sluttede sig sammen med Buh Buh Ray, Big Dick Dudley, Sign Guy Dudley og Joel Gertner. Kendt samlet som The Dudley Boyz, D-Von og Buh Buh Ray dominerede de ECW-tag team divisionen, hvor de satte rekord da de vandt ECW World Tag Team Championship otte gange og besejrede hold som The Eliminators og The Gangstas. D-Von, Buh Buh Ray og Gertner opnåede alle en grad af skændsel for deres vitriolske interviews, som provokerede publikum så meget at de var på grænsen til at gøre oprør.